# Дом Голованя
Дом архитектора Голованя — архитектурный памятник, который расположен на территории Историко-культурного заповедника «Старый Луцк» на берегу реки Стыр. Проект дома разработал волынский архитектор Ростислав Георгиевич Метельницкий.

## История
Проект здания разработал в 1980 году архитектор Ростислав Метельницкий. По его замыслу скульптор Николай Головань мог украшать дом по своему усмотрению собственными скульптурами, барельефами и тому подобное. Сначала деятельность Голованя подвергалась проверкам власти, но во времена Перестройки дом начал приобретать современный вид — обильно украшенный как снаружи, так и внутри, сооружения. 
Николай Головань умер 1 февраля 2022. Его жена Тамара впоследствии сообщила о планах открыть в доме музей. В июле 2022 года начался ремонт фасада и благоустройство придомовой территории. Вдова скульптора открыла для туристов не только двор, но и внутренние комнаты дома.

## Скульптуры
Двор, стены, крыша дома украшают каменные скульптуры разных стилей. Над входом семейный вензель — Н. М. Г. Всего здесь более 500 скульптур. На фронтоне дома размещен барельеф с изображением всех членов семьи скульптора. Весом он — полторы тонны, а изготовленный из зелёного песчаника.
Есть «итальянский» дворик и кузница. Во дворе расположено множество различных деталей — глыбы различных камней и множество больших и малых скульптур, ещё не нашедших своего места в композиции. Дом имеет оригинальное оформление не только внешне, но и внутри.

## Галерея

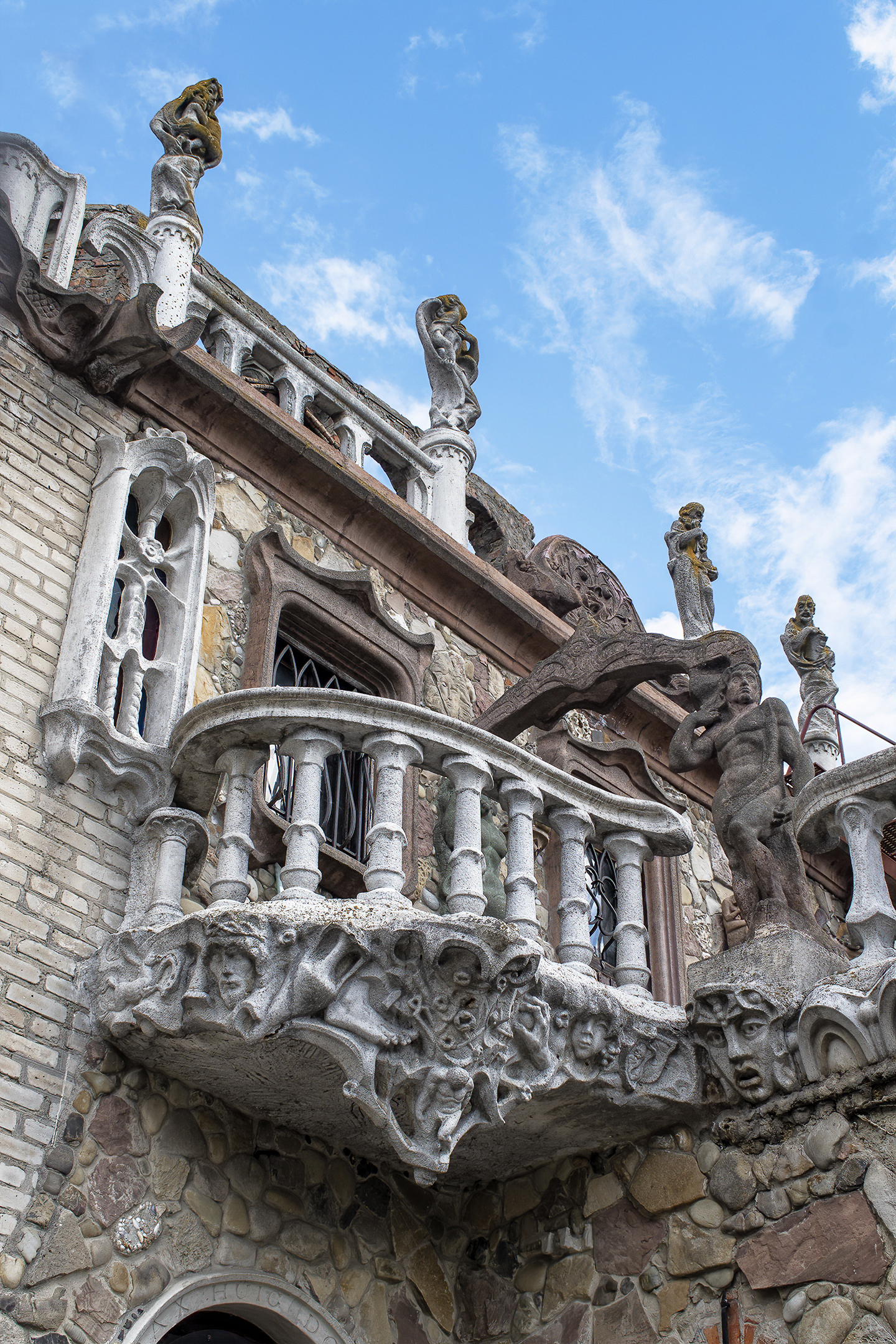
Вход в дом
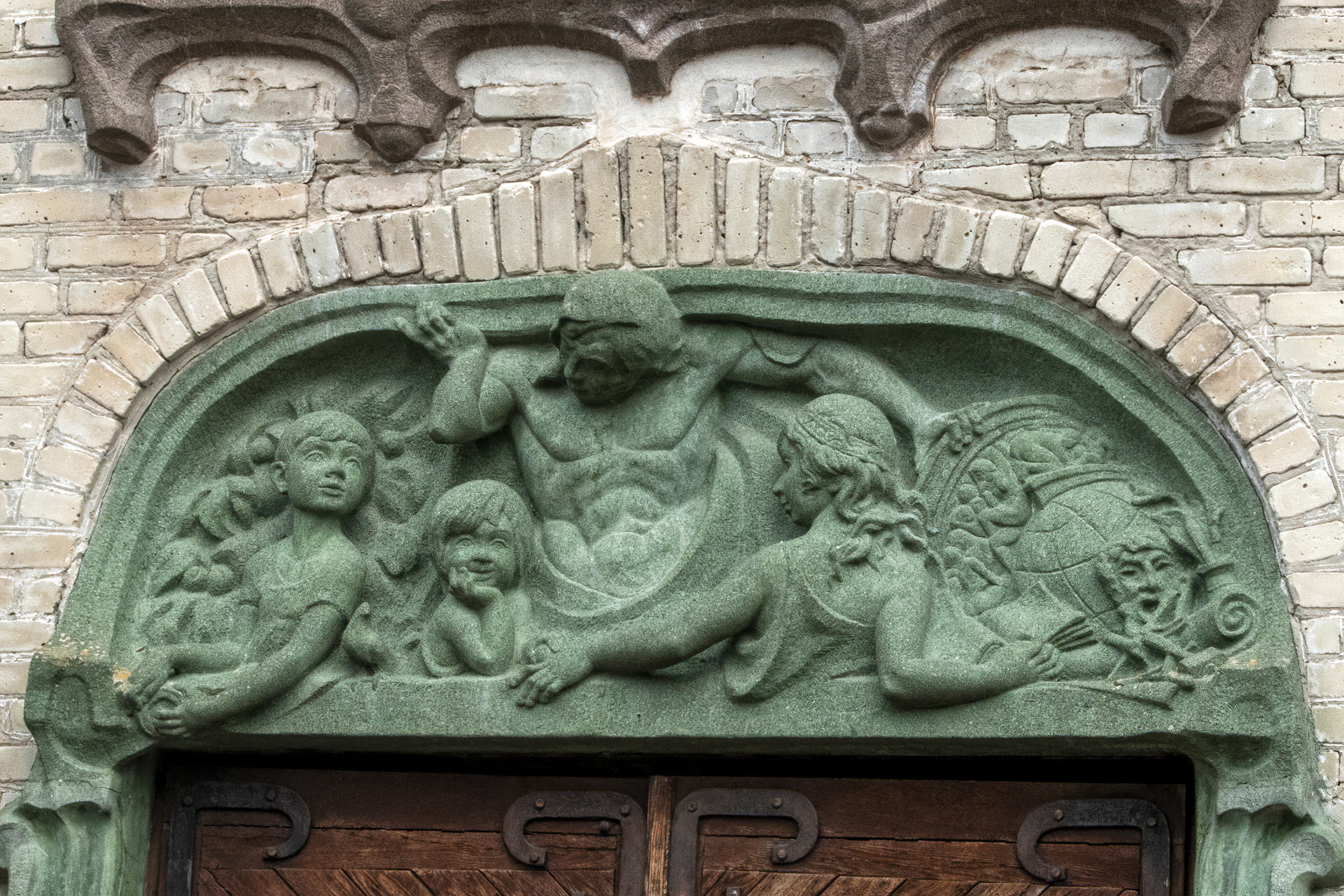
Барельеф фронтона
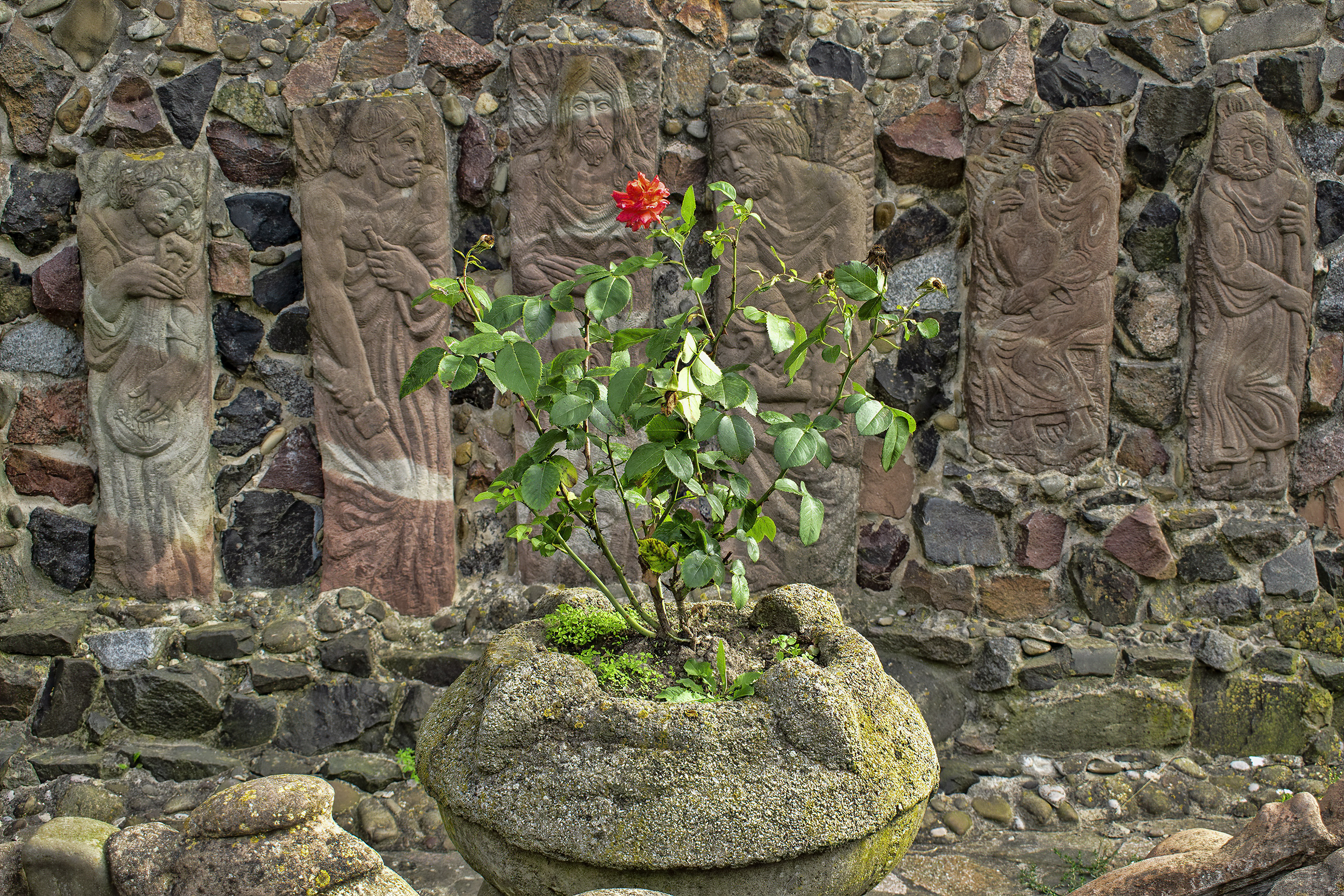
Ваза с розой и барельефы во дворе
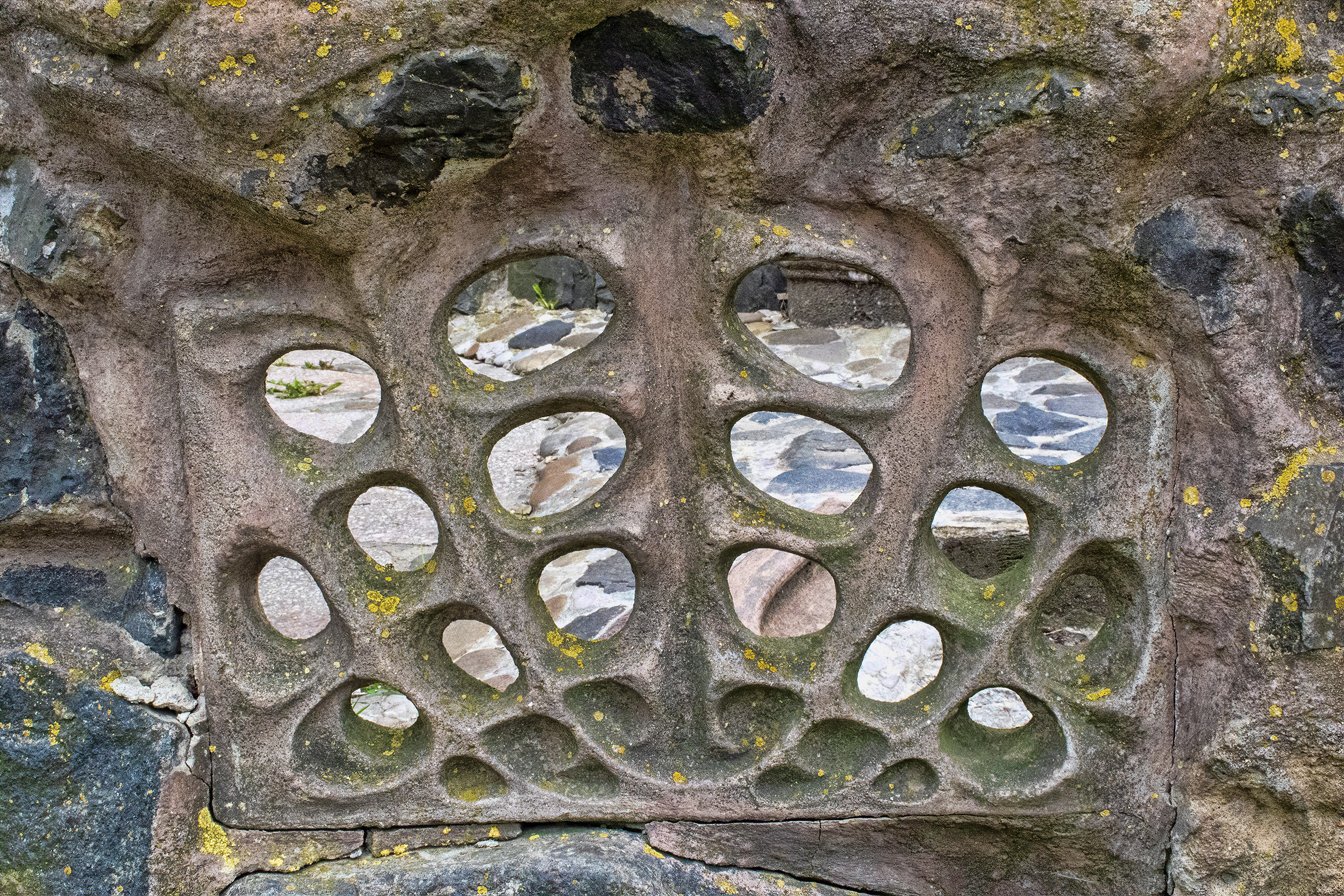
Фрагмент ограды
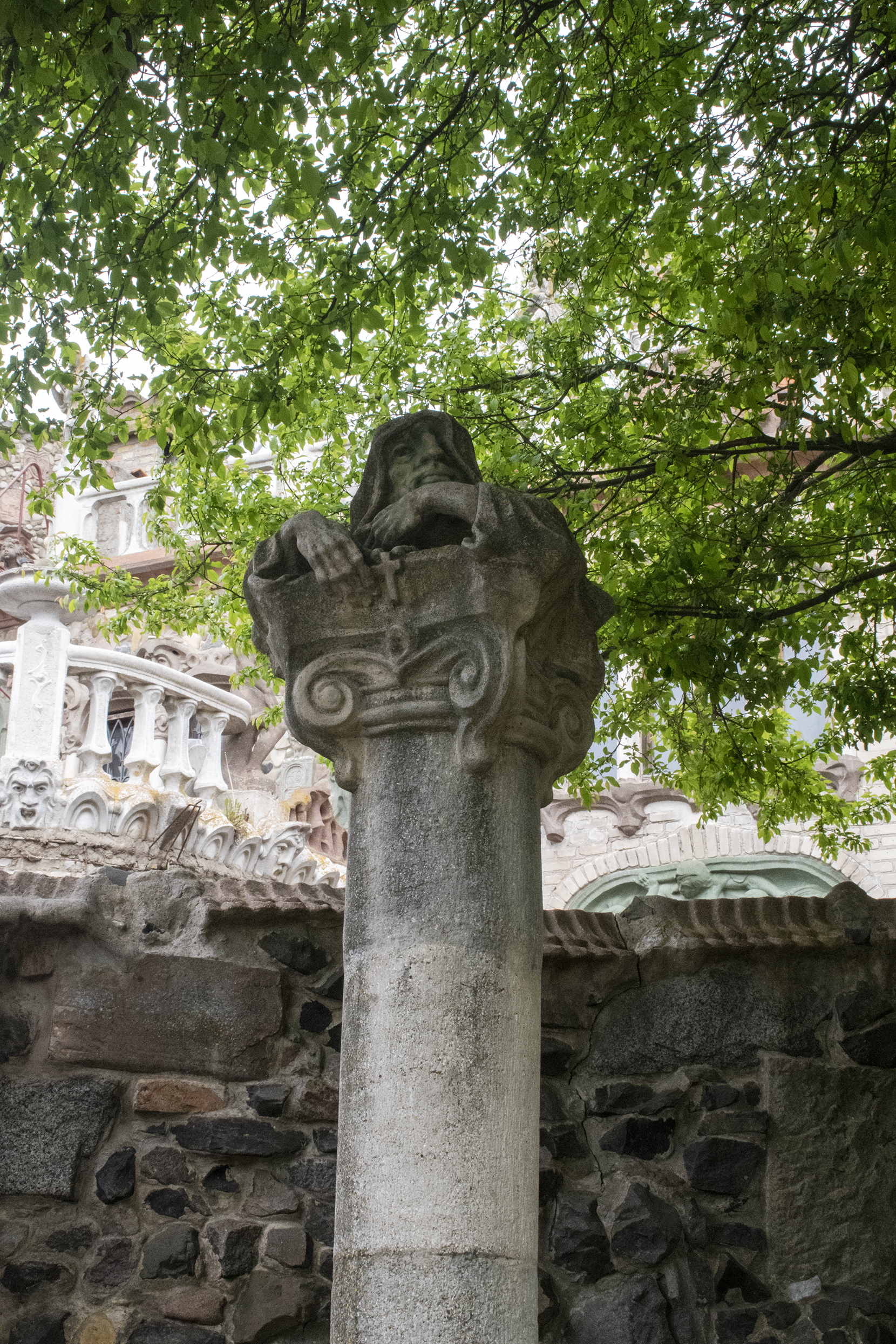
Скульптура монаха
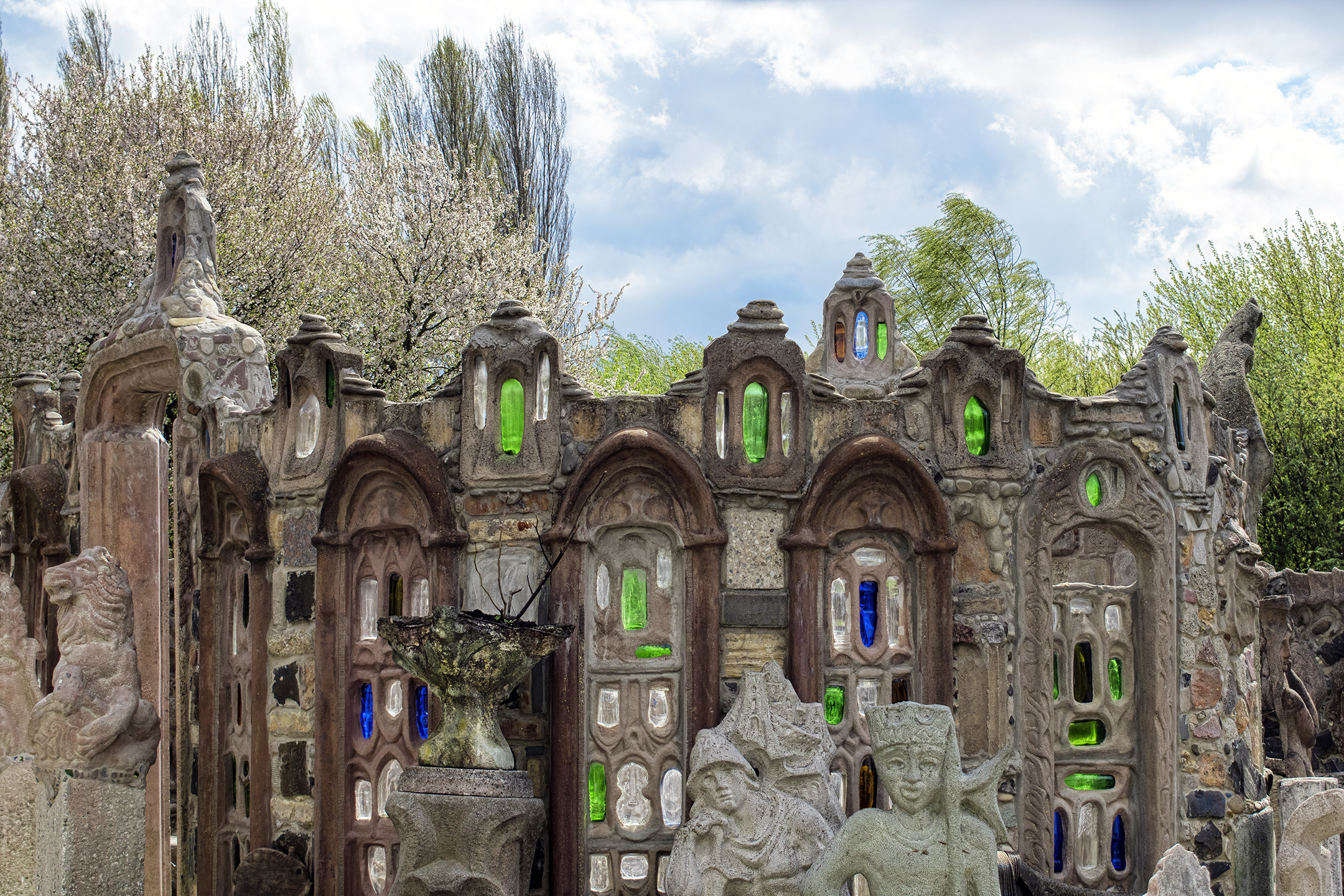
Композиция во дворе
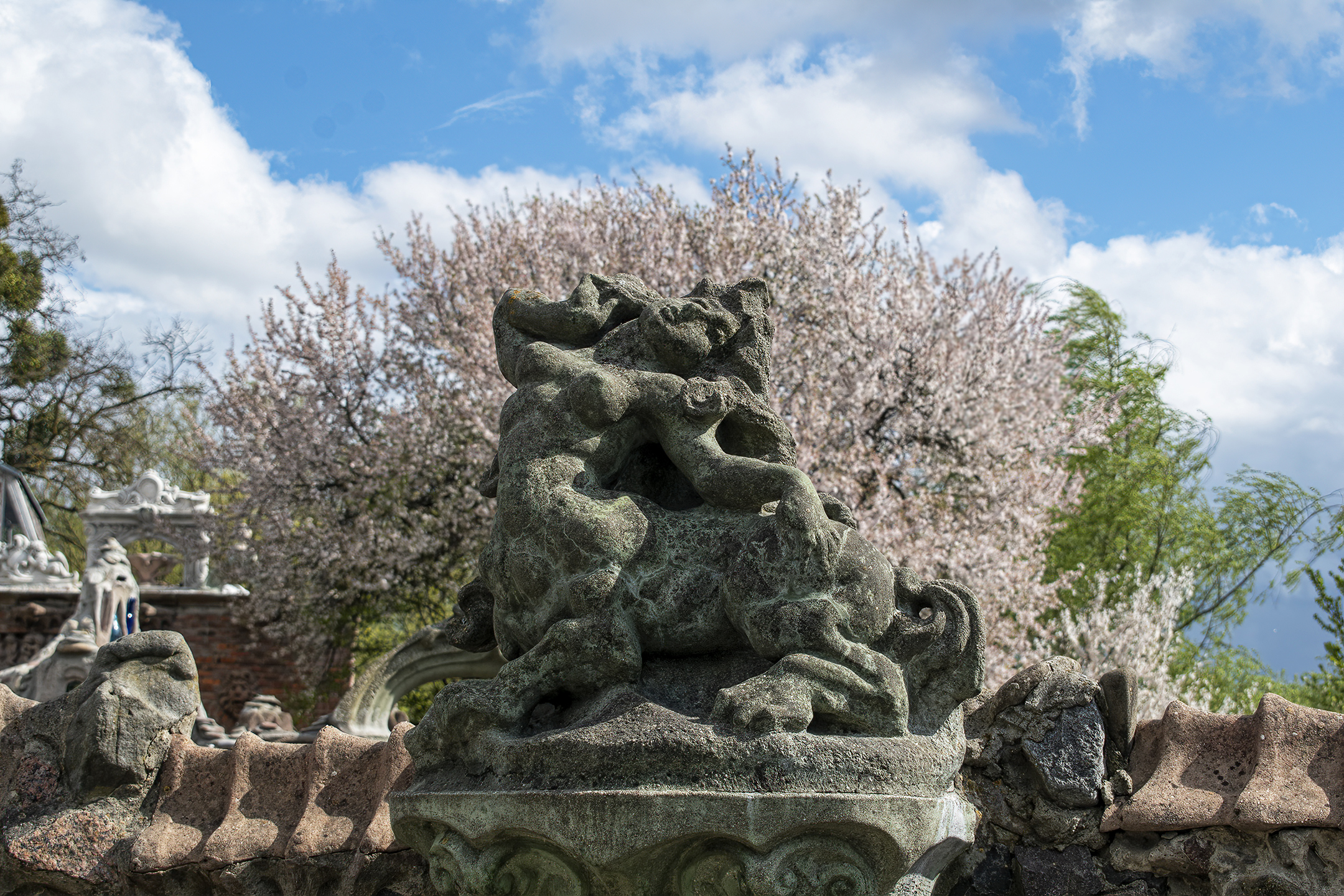
Скульптура кентавра
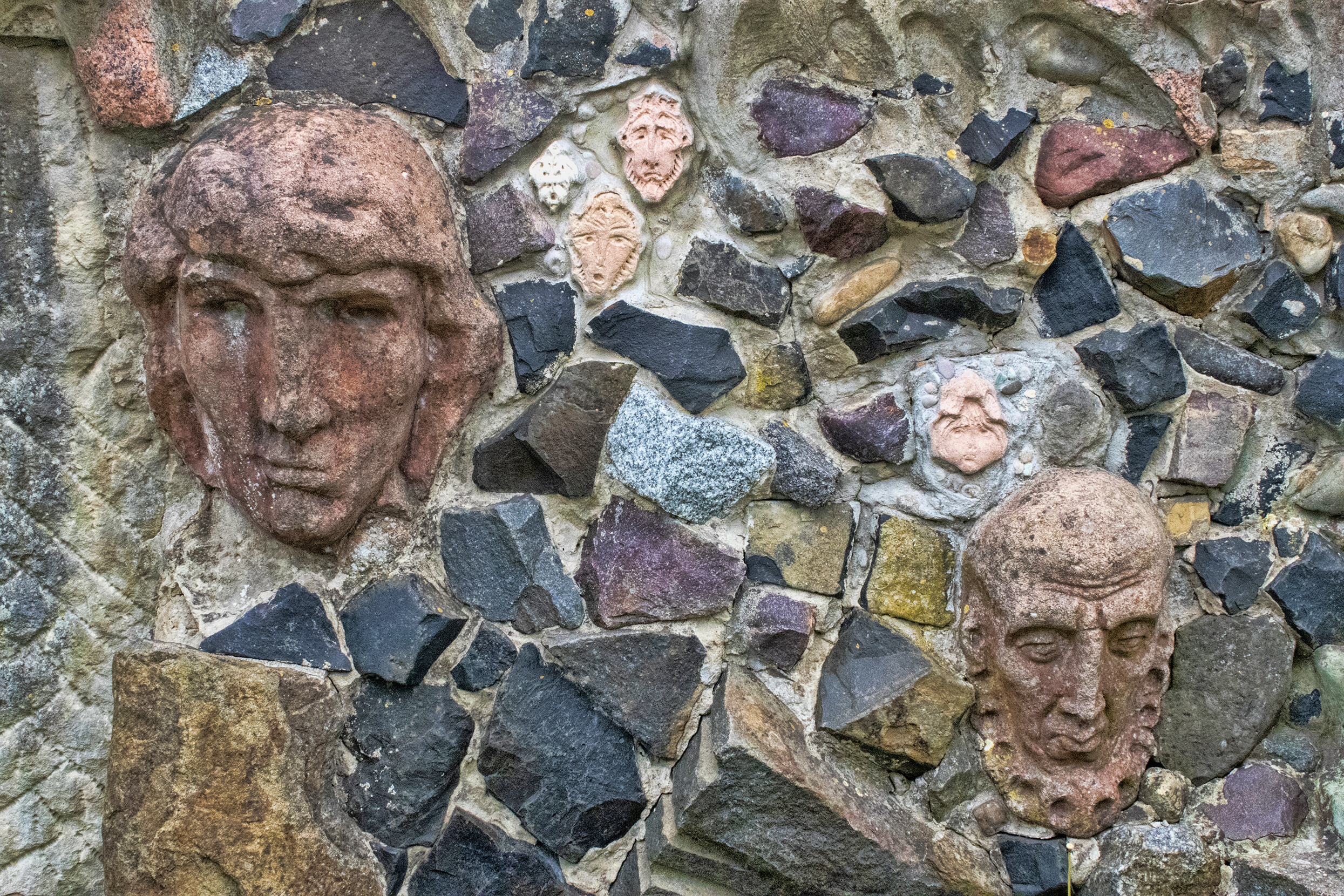
Барельефы в ограде
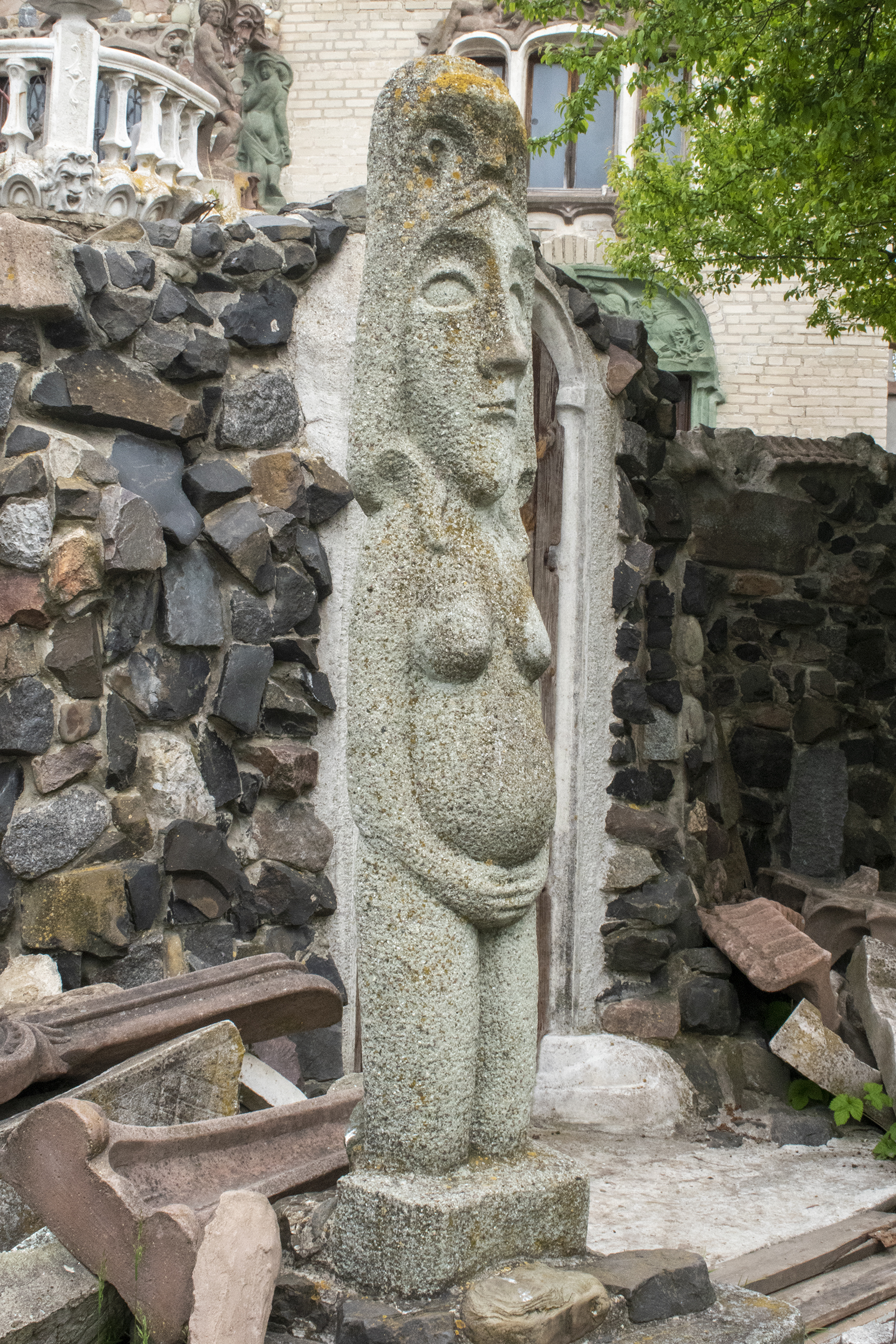
Скульптура-болван
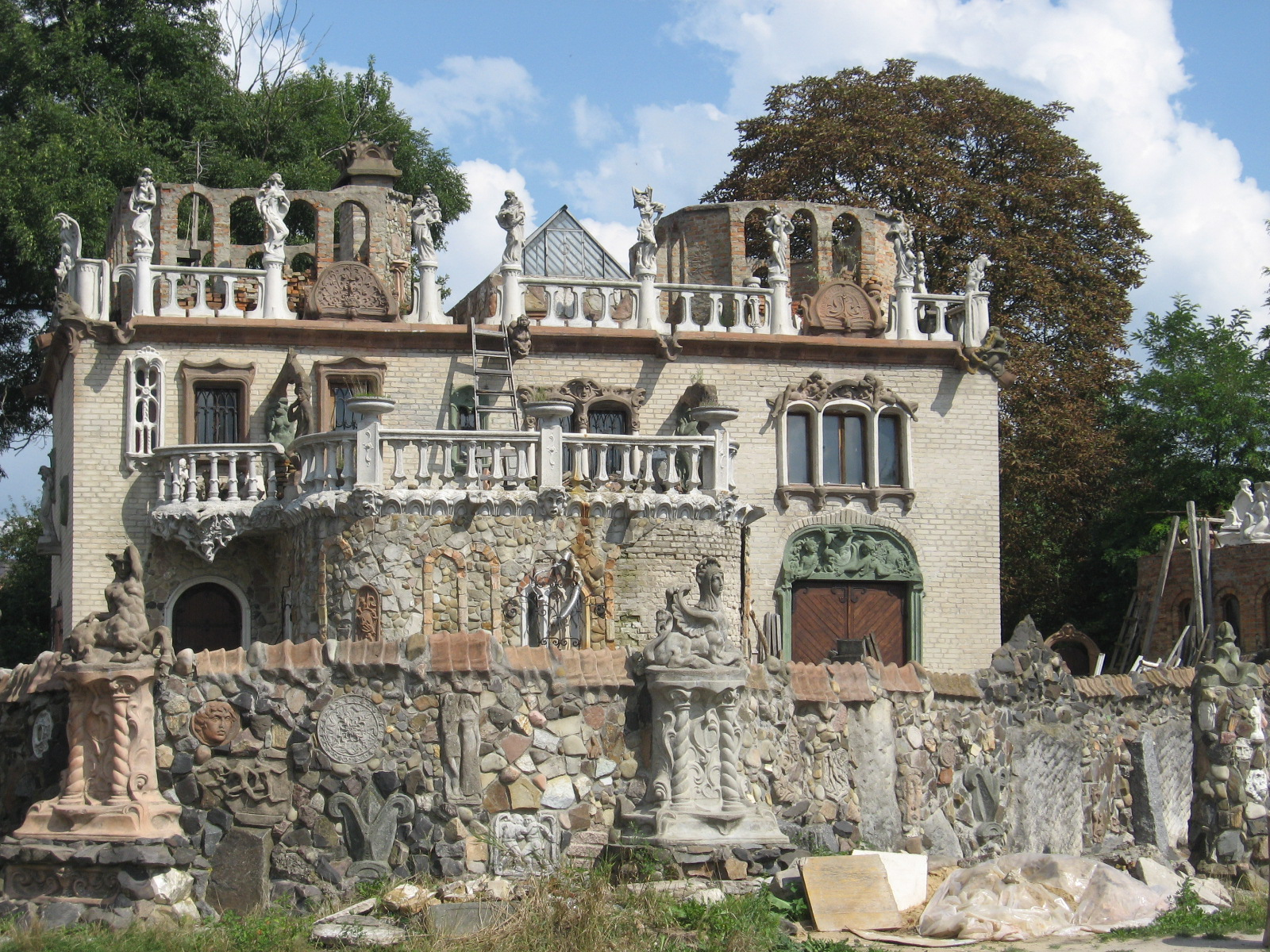
Главный фасад